# État d'Aundh
1699–1948
Entités précédentes :
- Raj britannique

Entités suivantes :
- Inde

La principauté d’Aundh était un État marathe du Raj britannique dépendant de l’Agence du Dekkan de la Présidence de Bombay (auj. dans l'État de Maharashtra). C'était un fief des seigneurs de Satara, fondé en 1699 avec pour capitale le bourg d'Aundh. La région fut décimée par la peste de 1911.

## Histoire
La principauté d’Aundh avait été fondée par le général marathe Parshuram Tryambak Pant Pratinidhi (de condition brahmane) qui, sous le règne des radjahs Sambhaji puis Radjaram, reprit aux Moghols les forts de Panhala, d’Adjinkyatara (à Satara) et de Bhoupalgad.
L'État a subsisté jusqu'en 1948 puis a été intégré à l'État du Maharashtra.

## Dirigeants: Pant Pratinidhi
- 1697 - 1718 : Parusharam Trimbak (en)
- 1718 - 1746 : Shrinivasrâo Ier Parashuram (en)
- 1746 - 1754 : Jagjivanrâo Parashuram (en)
- 1754 - 1776 : Shrinivasrâo II Gangadhar
- 1776 - 1777 : Bhavanrâo Ier
- 1777 - 1848 : Parashuramrâo Ier Shrinivas (mr) (1777-1848)
- 1848 - 1901 : Shrinivasrâo III Parashuram (mr) (1845-1901)
- 1902 - 1905 : Parashuramrâo II Shrinivas (nl) (1858-1905)
- 1905 - 1909 : Gopalkrishnarâo Parashuram (nl)
- 1909 - 1947 : Bhavanrâo II Shrinivas (en) (1868-1950), abdiqua
- 1947 - 1948 : Bhagwantrâo Ier Bhavanrâo, né en 1919